# Lagrangiana di Proca
La lagrangiana di Proca descrive il campo delle particelle con massa non nulla e spin unitario (i bosoni vettori e i bosoni vettori assiali). Prende il nome dal fisico romeno Alexandru Proca.

## Definizione
In teoria dei campi, a ogni particella elementare di definita massa e definito spin viene associato un campo e viceversa. Risulta pertanto che a ogni bosone, di massa {\displaystyle m} e spin 1 (bosoni vettore oppure bosoni vettori assiali), corrisponde un campo {\displaystyle \Omega _{\alpha }(x)} (o analogamente {\displaystyle \Omega ^{\alpha }(x)=g^{\alpha \beta }\Omega _{\beta }(x)}), dove {\displaystyle g} è il tensore metrico con componenti covarianti {\displaystyle g_{\alpha \beta }} e con componenti controvarianti {\displaystyle g^{\alpha \beta }}, date da:
{\displaystyle g_{\alpha \beta }=g^{\alpha \beta }=\left({\begin{array}{cccc}1&0&0&0\\0&-1&0&0\\0&0&-1&0\\0&0&0&-1\end{array}}\right)}
L'equazione di campo per {\displaystyle \Omega ^{\alpha }(x)} può essere dedotta da quella del campo elettromagnetico con la sostituzione (in unità naturali):
{\displaystyle \partial ^{\mu }\partial _{\mu }\rightarrow \partial ^{\mu }\partial _{\mu }+m^{2}}
ossia:
{\displaystyle (\partial ^{\mu }\partial _{\mu }+m_{\Omega }^{2})\Omega ^{\alpha }-\partial ^{\alpha }(\partial _{\beta }\Omega ^{\beta })=0}
che è l'equazione di Proca. La corrispondente densità di Lagrangiana è:
{\displaystyle {\mathcal {L}}_{\Omega }=-{\frac {1}{4}}F_{\alpha \beta }^{\Omega \dagger }F^{\Omega ,\alpha \beta }+{\frac {1}{2}}m^{2}\Omega _{\alpha }^{\dagger }\Omega ^{\alpha }}
con:
{\displaystyle F_{\alpha \beta }^{\Omega }\equiv \partial _{\alpha }\Omega _{\beta }-\partial _{\beta }\Omega _{\alpha }}
Si nota che a causa della presenza del termine di massa:
{\displaystyle m^{2}\Omega _{\alpha }^{\dagger }\Omega ^{\alpha }}
la Lagrangiana non è invariante per le trasformazioni di gauge:
{\displaystyle \Omega _{\alpha }(x)\rightarrow \Omega '_{\alpha }(x)=\Omega _{\alpha }(x)+\partial _{\alpha }\chi (x)}
Prendendo la divergenza dell'equazione di Proca, si ottiene:
{\displaystyle m^{2}\partial _{\beta }\Omega ^{\beta }=0}
Quindi, se {\displaystyle m\neq 0}, si deve imporre che:
{\displaystyle \partial _{\beta }\Omega ^{\beta }=0}
e l'equazione di Proca diventa:
{\displaystyle (\partial ^{\mu }\partial _{\mu }+m^{2})\Omega ^{\alpha }=0}
Queste sono quattro equazioni disaccoppiate, e ognuna di esse è una equazione di Klein-Gordon, a cui devono soddisfare le quattro componenti del campo vettoriale {\displaystyle \Omega ^{\alpha }}, con il vincolo aggiuntivo:
{\displaystyle \partial _{\alpha }\Omega ^{\alpha }(x)=0}
Quindi, per le particelle vettoriali massive questo vincolo riduce il numero di componenti indipendenti da quattro a tre.